# Titularbistum Flumenepiscense
Flumenepiscense (ital.: Fiumenepiscense) ist ein Titularbistum der römisch-katholischen Kirche. 
Es geht zurück auf einen antiken Bischofssitz in der gleichnamigen Stadt, die sich in der römischen Provinz Mauretania Sitifensis befand.
| Titularbischöfe von Flumenepiscense |                                       |                                                |                  |                  |
| Nr.                                 | Name                                  | Amt                                            | von              | bis              |
| 1                                   | Salvador Albert Schlaefer Berg OFMCap | Apostolischer Vikar von Bluefields (Nicaragua) | 25. Juni 1970    | 22. Oktober 1993 |
| 2                                   | Andreas Choi Chang-mou                | Weihbischof in Seoul (Südkorea)                | 3. Februar 1994  | 9. Februar 1999  |
| 3                                   | Odilon Guimarães Moreira              | Weihbischof in Vitória (Brasilien)             | 4. August 1999   | 22. Januar 2003  |
| 4                                   | Filomeno do Nascimento Vieira Dias    | Weihbischof in Luanda (Angola)                 | 4. Oktober 2003  | 11. Februar 2005 |
| 5                                   | Reinhard Hauke                        | Weihbischof in Erfurt (Deutschland)            | 11. Oktober 2005 |                  |